# Primera División de Montenegro 2014-15
La Primera División de Montenegro 2014-15 fue la edición número 9 de la Primera División de Montenegro. La temporada comenzó el 8 de agosto de 2014 y terminó el 30 de mayo de 2015 . Rudar Pljevlja conquistó su segundo título de liga.

## Sistema de competición
Los 12 equipos participantes jugaron entre sí todos contra todos tres veces totalizando 33 partidos cada uno, al término de la jornada 33 el primer clasificado obtuvo un cupo para la Segunda ronda de la Liga de Campeones 2015-16, mientras que el segundo y tercer clasificado obtuvieron un cupo para la Primera ronda de la Liga Europa 2015-16; por otro lado el último clasificado descendió a la Segunda División de Montenegro 2015-16, mientras que los dos penúltimos jugaron los Play-offs de relegación contra el segundo y tercero de la Segunda División de Montenegro 2014-15 para determinar su participación en la Primera División de Montenegro 2015-16.
Un tercer cupo para la Primera ronda de la Liga Europa 2015-16 fue asignado al campeón de la Copa de Montenegro.

## Equipos participantes
| Equipo              | Ciudad    | Estadio                     | Capacidad |
| ------------------- | --------- | --------------------------- | --------- |
| Berane              | Berane    | Gradski Stadion de Berane   | 11.000    |
| Bokelj              | Kotor     | Stadion Pod Vrmcem          | 5.000     |
| Budućnost Podgorica | Podgorica | Estadio Pod Goricom         | 12.000    |
| Grbalj              | Kotor     | Stadion Radanovićima        | 1.500     |
| Lovćen              | Cetiña    | Stadion Obilića Poljana     | 2.000     |
| Mladost Podgorica   | Podgorica | Stadion Cvijetni Brijeg     | 1.500     |
| Mogren              | Budva     | Stadion Lugovi              | 4.000     |
| Mornar              | Bar       | Stadion Topolica            | 6.000     |
| Petrovac            | Petrovac  | Stadion Pod Malim Brdom     | 530       |
| Rudar Pljevlja      | Pljevlja  | Gradski Stadion de Pljevlja | 10.000    |
| Sutjeska            | Nikšić    | Stadion kraj Bistrice       | 10.800    |
| Zeta                | Golubovci | Stadion Trešnjica           | 7.000     |

### Ascensos y descensos
| Pos. | Ascendidos de Segunda División 2013-14 |
| ---- | -------------------------------------- |
| 1    | Bokelj                                 |
| 2    | Berane                                 |

| Pos. | Descendidos de Primera División 2013-14 |
| ---- | --------------------------------------- |
| 11   | Čelik                                   |
| 12   | Dečić                                   |

## Tabla de posiciones
| Pos. | Equipo     | Pts. | PJ | G  | E | P  | GF | GC | Dif. | Clasificación 2015-16                  |
| ---- | ---------- | ---- | -- | -- | - | -- | -- | -- | ---- | -------------------------------------- |
| 1    | Rudar (C)  | 72   | 33 | 22 | 6 | 5  | 58 | 18 | +40  | Segunda ronda de la Liga de Campeones  |
| 2    | Sutjeska   | 69   | 33 | 20 | 9 | 4  | 58 | 23 | +35  | Primera ronda de la Liga Europea       |
| 3    | Budućnost  | 63   | 33 | 18 | 9 | 6  | 46 | 20 | +26  | Primera ronda de la Liga Europea       |
| 4    | Mladost    | 57   | 33 | 16 | 9 | 8  | 53 | 36 | +17  | Primera ronda de la Liga Europea       |
| 5    | Grbalj     | 52   | 33 | 15 | 7 | 11 | 52 | 44 | +8   |                                        |
| 6    | Lovćen     | 50   | 33 | 15 | 5 | 13 | 42 | 32 | +10  |                                        |
| 7    | Petrovac   | 43   | 33 | 12 | 7 | 14 | 30 | 35 | −5   |                                        |
| 8    | Bokelj     | 41   | 33 | 11 | 8 | 14 | 38 | 45 | −7   |                                        |
| 9    | Zeta       | 40   | 33 | 11 | 7 | 15 | 48 | 44 | +4   |                                        |
| 10   | Mornar     | 32   | 33 | 9  | 5 | 19 | 32 | 63 | −31  | Promoción por la permanencia           |
| 11   | Mogren (D) | 21   | 33 | 5  | 6 | 22 | 26 | 70 | −44  | Promoción por la permanencia           |
| 12   | Berane (D) | 13   | 33 | 3  | 4 | 26 | 25 | 78 | −53  | Descenso a la Segunda División 2015-16 |

Actualizado a los partidos jugados el 30 de mayo de 2015.
 Fuente: Soccerway

## Tabla de resultados cruzados
| Local \ Visitante | BER | BOK | BUD | GRB | LOV | MLA | MOG | MOR | PET | RUD | SUT | ZET |
| ----------------- | --- | --- | --- | --- | --- | --- | --- | --- | --- | --- | --- | --- |
| Berane            | —   | 0–2 | 1–2 | 2–3 | 0–5 | 1–3 | 0–2 | 2–3 | 0–1 | 0–4 | 0–2 | 1–1 |
| Bokelj            | 1–1 | —   | 0–1 | 1–0 | 0–1 | 0–2 | 5–0 | 0–1 | 2–1 | 1–5 | 1–1 | 1–1 |
| Budućnost         | 1–0 | 2–2 | —   | 2–3 | 2–0 | 0–0 | 3–0 | 2–0 | 0–1 | 1–0 | 1–2 | 1–0 |
| Grbalj            | 1–0 | 1–1 | 0–2 | —   | 1–1 | 5–4 | 4–2 | 1–1 | 1–1 | 0–3 | 2–0 | 1–0 |
| Lovćen            | 2–0 | 4–1 | 3–2 | 1–0 | —   | 0–1 | 1–0 | 3–1 | 0–1 | 0–2 | 1–2 | 1–1 |
| Mladost           | 2–1 | 4–2 | 0–0 | 2–0 | 1–0 | —   | 3–0 | 3–0 | 2–0 | 0–0 | 1–3 | 3–1 |
| Mogren            | 2–2 | 0–2 | 0–2 | 0–0 | 1–2 | 1–3 | —   | 1–1 | 1–3 | 0–3 | 0–0 | 2–1 |
| Mornar            | 5–1 | 1–0 | 0–1 | 2–0 | 1–5 | 1–2 | 1–3 | —   | 0–1 | 2–1 | 0–1 | 0–0 |
| Petrovac          | 1–0 | 0–3 | 0–1 | 0–3 | 1–0 | 4–2 | 2–0 | 0–1 | —   | 0–1 | 1–1 | 1–0 |
| Rudar             | 3–0 | 2–0 | 1–0 | 0–0 | 1–0 | 0–0 | 2–1 | 3–0 | 1–0 | —   | 0–0 | 2–1 |
| Sutjeska          | 4–0 | 2–0 | 0–3 | 0–2 | 2–0 | 0–0 | 4–0 | 3–0 | 1–1 | 1–3 | —   | 1–0 |
| Zeta              | 3–0 | 3–1 | 1–2 | 2–1 | 2–3 | 1–1 | 3–0 | 0–0 | 2–0 | 1–2 | 2–3 | —   |

| Local \ Visitante | BER | BOK | BUD | GRB | LOV | MLA | MOG | MOR | PET | RUD | SUT | ZET |
| ----------------- | --- | --- | --- | --- | --- | --- | --- | --- | --- | --- | --- | --- |
| Berane            | —   | 0–1 | —   | —   | —   | —   | 2–1 | 2–2 | 3–1 | —   | —   | 2–1 |
| Bokelj            | —   | —   | 1–0 | —   | 1–1 | —   | —   | —   | 0–0 | 1–0 | —   | 1–2 |
| Budućnost         | 4–0 | —   | —   | 1–1 | —   | —   | —   | 3–1 | —   | 0–0 | 1–1 | 3–0 |
| Grbalj            | 2–1 | 4–1 | —   | —   | —   | 3–1 | 2–1 | —   | 3–1 | —   | 0–6 | —   |
| Lovćen            | 2–0 | —   | 0–0 | 1–0 | —   | —   | —   | 2–0 | —   | 0–0 | —   | 1–2 |
| Mladost           | 4–1 | 3–0 | 1–2 | —   | 1–0 | —   | 0–3 | —   | 0–0 | —   | —   | —   |
| Mogren            | —   | 0–3 | 1–1 | —   | 0–2 |     | —   | —   | 1–1 | 1–0 | —   | —   |
| Mornar            | —   | 1–2 | —   | 0–7 | —   | 1–0 | 3–2 | —   | —   | —   | 0–1 | —   |
| Petrovac          | —   | —   | 0–0 | —   | 2–0 | —   | —   | 1–0 | —   | 1–3 | —   | 1–2 |
| Rudar             | 4–1 | —   | —   | 2–0 | —   | 3–1 | —   | 4–3 | —   | —   | 0–1 | 3–1 |
| Sutjeska          | 3–1 | 1–1 | —   | —   | 3–0 | 1–1 | 4–0 |     | 1–0 | —   | —   | —   |
| Zeta              | —   | —   | —   | 2–1 | —   | 2–2 | 5–0 | 4–0 | —   | —   | 1–3 | —   |

## Play-offs de relegación
Será jugado entre el décimo y undécimo clasificado de la liga contra el subcampeón y tercero de la Segunda División de Montenegro.
| Equipo 1 | Agr.         | Equipo 2   | Ida | Vuelta |
| -------- | ------------ | ---------- | --- | ------ |
| Mornar   | 2–2 (9:8 p.) | Igalo 1929 | 2–0 | 0–2    |
| Mogren   | 1–7          | Dečić      | 0–5 | 1–2    |

## Goleadores
| Pos. | Jugador              | Club      | Goles |
| ---- | -------------------- | --------- | ----- |
| 1    | Goran Vujović        | Sutjeska  | 21    |
| 2    | Igor Ivanović        | Rudar     | 13    |
| 3    | Stevan Kovačević     | Sutjeska  | 12    |
| 3    | Bogdan Milić         | Mladost   | 12    |
| 3    | Ivan Jablan          | Grbalj    | 12    |
| 6    | Admir Adrović        | Budućnost | 11    |
| 7    | Draško Božović       | Sutjeska  | 10    |
| 8    | Petar Orlandić       | Zeta      | 9     |
| 8    | Miljan Vlaisavljević | Zeta      | 9     |
| 8    | Luka Rotković        | Mornar    | 9     |
| 11   | Miloš Đalac          | Mladost   | 8     |
| 11   | Ivan Knežević        | Petrovac  | 8     |
| 11   | Žarko Grbović        | Mogren    | 8     |
| 11   | Neđeljko Vlahović    | Rudar     | 8     |